# Sphaerechinus granularis
Sphaerechinus granularis es una especie de erizo de mar de la familia Toxopneustidae, comúnmente conocido como erizo de mar violáceo. Se encuentra en el mar Mediterráneo y océano Atlántico oriental.

## Descripción
S. granularis es un erizo de mar grande, algo aplanado dorsalmente y que puede crecer hasta un diámetro de 15 cm. Hay dos variedades de color, la epidermis es púrpura en ambos casos pero uno tiene espinas violáceas y el otro blancas. Las espinas son cortas y romas, todas de la misma longitud y formando ordenadas filas.

## Distribución y hábitat
S. granularis se encuentra en el mar Mediterráneo y el océano Atlántico oriental, desde las islas del Canal meridionales hasta Cabo Verde y el golfo de Guinea. Prefiere sitios protegidos y reside sobre rocas cubiertas de algas o substratos. Se encuentra normalmente en la zona nerítica a aproximadamente 30 m de profundidad pero ocasionalmente también a 100 m en ubicaciones más expuestas. Se encuentra también en praderas marinas de Posidonia oceanica.

## Biología
S. granularis se cubre a menudo con pedazos de algas y fragmentos de conchas, los cuales mantiene con sus pies tubulares y con estructuras en forma de garra conocidas como pedicellaria. Se alimenta de algas, especialmente de algas coralinas, crin marina y de sus organismos epífitos y detritos.
El apareamiento puede tener lugar en cualquier momento del año pero el periodo más frecuente es primavera y verano temprano. Los huevos y el esperma se liberan a la columna de agua, donde se produce la fertilización. Las larvas son planctónicas. Tras varias mudas, la larva "echinopluteus" se asienta y experimenta metamorfosis entrando en su estadio juvenil.

## Ecología
En Túnez se encuentran S. granularis viviendo en asociación con otras dos especies de erizos de mar, Centrostephanus longispinus y Paracentrotus lividus. Sus depredadores son las estrellas marinas Marthasterias glacialis y Luidia ciliaris.

## Como alimento
Las gónadas de S. granularis se consideran un manjar en Italia, Provenza y Cataluña.